# Хемијска галаксија
Хемијска галаксија (енгл. Chemical Galaxy) нови је начин представљања периодног система елемената, који је осмислио Филип Стјуарт. Галаксија је заснована на цикличној природи хемијских елемената (која зависи пре свега од валентних електрона). Чак и пре него што је Дмитриј Мендељејев направио први задовољавајући систем, хемичари су правили спиралне репрезентације периодног система, а то се од тада наставило све до данас (само што су тадашње верзије имале кружну контуру).
Џон Друри Кларк је био прва особа која је представила спирални систем са овалном контуром. Његов дизајн се користио као живо обојена илустрација на две странице научног часописа Лајф (енгл. Life), у издању од 16. маја 1949. године. Едгар Лонгман — уметник (не хемичар) — насликао је 1951. године велики мурал, прилагођавајући слику из магазина Лајф тако што је облик претворио у елипсу и искривио га да би се постигао динамички ефекат. Ово је надахнуло Стјуарта, тада дванаестогодишњака заљубљеног у хемију. Након што је прочитао књигу Фреда Хојла по имену Природа универзума (енгл. The Nature of the Universe), дошао је на идеју да би Лонгманов дизајн могао да представља односно да исти личи на спиралну галаксију. Вратио се идеји коју је готово заборавио пре много година, те је новембра 2004. године објавио прву верзију своје „галаксије”. Његов дизајн настоји да изрази везу између апсолутног минутног света атома и пространства звезда, у унутрашњости од које су елементи оформљени, што је Хојл први демонстрирао до ситних детаља.
Хемијска галаксија је првенствено намењена побуђивању интересовања за хемију код нехемичара, поготово младих људи, али је потпуно научно тачна у погледу информација које преноси о везама између елемената и има предност у односу на обични периодни систем по томе што не прекида континуирани низ елемената. Ревидирана верзија — Хемијска галаксија II (енгл. Chemical Galaxy&nbsp;II) — представља нову шему надахнуту радом Мајкла Ленга, који је предложио да се лантаноиди и актиноиди обоје како би се повукле одређене паралеле са прелазним металима. Дизајн је преведен у дигитални формат заслугом Карла Венчека из компаније Born Digital Ltd.